# Фаланговидный фолькус
Фолькус фаланговидный (лат. Pholcus phalangioides) — синантропный вид пауков-сенокосцев. Распространён всесветно. Является космополитическим видом, происходит из Европы.
Общая длина тела пауков-сенокосцев 6—9 мм; самцы несколько меньше самок. Тело кремового цвета, бледно-жёлтое или бледно-коричневое с серым узором в центре карапакса. Ноги очень длинные, блестящие.